# Verzorgingsgebied
Het verzorgingsgebied, verzorgingsrayon of marktgebied is het gebied waar de gebruikers van een bepaalde voorziening wonen. Met gebruikers wordt in dit geval een groep mensen bedoeld.
De grootte van een verzorgingsgebied is afhankelijk van het aantal mensen dat van een bepaalde voorziening gebruikmaakt. Zo is het verzorgingsgebied van een bakker kleiner dan dat van een supermarkt, omdat de drempelwaarde, het aantal klanten dat nodig is om een voorziening rendabel te maken, van een bakker lager ligt dan dat van een supermarkt.
Ook steden en regio's kennen een verzorgingsgebied. Nederland is onderverdeeld in primaire, secundaire en tertiaire verzorgingsgebieden; de grootte is ook hierbij afhankelijk van het aantal inwoners. Zo zijn de gebieden in de Randstad kleiner dan in het noorden en noordoosten, omdat die regio's dichter bevolkt zijn en van een kleiner gebied afhankelijk zijn, dan de dunner bevolkte noordelijk gelegen regio's.